# Cantón Valencia
El Cantón Valencia es uno de los 13 cantones que conforman la provincia ecuatoriana de Los Ríos, está localizado en la región litoral del país. 
Tiene una superficie de 978,21 km², siendo el segundo cantón más extenso de la provincia después de Babahoyo, además de ser el sexto cantón más poblado de la provincia 
Su población es de 59.977 habitantes.
Su cabecera cantonal es la ciudad de Valencia, entre las coordenadas 0°57‘09‘’ de latitud sur y 79°21‘11‘’ de longitud oeste, segundo en extensión, con 978,21 km².

## Creación
Valencia fue elevado a la categoría de cantón el 29 de diciembre de 1995 por el gobierno del arquitecto Sixto Durán Ballén, pero las autoridades seccionales establecieron que los festejos fueran trasladados al 13 de diciembre.

## Geografía
El suelo está un poco elevado, a unos 60 metros de altura sobre el nivel del mar.

### Hidrografía
Los principales ríos de esta zona son el San Pablo, Quindinga, Lulo, Manguilla, que en el invierno se vuelven muy caudalosos.

### Clima
El clima de Valencia es de tipo tropical, la temperatura varía entre 20 y 32 grados centígrados. El cantón Valencia está dentro de una zona subtropical.

## Ubicación

### Cantones limítrofes con Valencia
| Noroeste: Buena Fe | Norte: Santo Domingo | Noreste: Sigchos |
| Oeste: Buena Fe    |                      | Este: La Maná    |
| Suroeste: Quevedo  | Sur: Quinsaloma      | Sureste: La Maná |

## Gobierno Municipal
El cantón Valencia, al igual que los demás cantones ecuatorianos, se rige por un gobierno municipal según lo estipulado en la Constitución Política Nacional. El Gobierno Municipal de Valencia es una entidad de gobierno seccional que administra el cantón de forma autónoma al gobierno central. 
El Gobierno Municipal de Valencia, se rige principalmente sobre la base de lo estipulado en los artículos 253 y 264 de la Constitución Política de la República y en la Ley de Régimen Municipal en sus artículos 1 y 16, que establece la autonomía funcional, económica y administrativa de la entidad.

### Alcaldía
El poder ejecutivo del cantón es desempeñado por un ciudadano con título de Alcalde de Valencia, el cual es elegido por sufragio directo en una sola vuelta electoral sin fórmulas o binomios en las elecciones municipales. El vicealcalde no es elegido de la misma manera, ya que una vez instalado el Concejo Cantonal de Valencia se elegirá entre los ediles un encargado para aquel cargo. El alcalde y el vicealcalde duran cuatro años en sus funciones, y en el caso del alcalde, tiene la opción de reelección inmediata o sucesiva. El alcalde es el máximo representante de la municipalidad y tiene voto dirimente en el concejo cantonal, mientras que el vicealcalde realiza las funciones del alcalde de modo suplente mientras no pueda ejercer sus funciones el alcalde titular.
El alcalde cuenta con su propio gabinete de administración municipal mediante múltiples direcciones de nivel de asesoría, de apoyo y operativo. Los encargados de aquellas direcciones municipales son designados por el propio alcalde.
Actualmente el Alcalde de Valencia es Celso Fuertes.

### Concejo cantonal
El poder legislativo del cantón es ejercido por el Concejo Cantonal de Valencia el cual es un parlamento unicameral que se constituye al igual que en los demás cantones mediante la disposición del artículo 253 de la Constitución Política Nacional. De acuerdo a lo establecido en la ley, la cantidad de miembros del concejo representa proporcionalmente a la población del cantón.
El cantón Valencia posee siete concejales, los cuales son elegidos mediante sufragio (Sistema D'Hondt) y duran en sus funciones cuatro años pudiendo ser reelegidos indefinidamente. De los siete ediles, cinco representan a la población urbana mientras que dos representa a las zonas rurales. El alcalde y el vicealcalde presiden el concejo en sus sesiones. Al recién instalarse el concejo cantonal por primera vez los miembros eligen de entre ellos un designado para el cargo de vicealcalde de la ciudad.
Los miembros del concejo cantonal organizarán las distintas comisiones municipales conforme a lo preescrito en los artículos 85 y 93 de la Codificación de Ley Orgánica de Régimen Municipal. Las comisiones están conformadas por los miembros principales y suplentes del concejo cantonal y por designados dentro de las diferentes instituciones públicas del cantón. Un concejal puede ser parte de más de una comisión.

## Parroquias y recintos
El cantón cuenta con tres parroquias urbanas: 
- Valencia
- La Unión
- Nueva Unión

Además de un gran número de recintos a lo ancho y largo de su territorio como: Chipe, Chipe Hamburgo, San Pablo, Costa Azul, Guampe, La Cadena, Lampa, El Vergel, Unión del Bimbe, Ni un paso atrás, El Achiote, González Suárez, Transbal, Baltasara, Cimbia, Guantupí, Poza Onda, Tonglo entre otros. Cooperativa 12 de Julio, Cooperativa 6 de Agosto.
El cantón Valencia no cuenta con parroquias rurales.

## Galería de imágenes

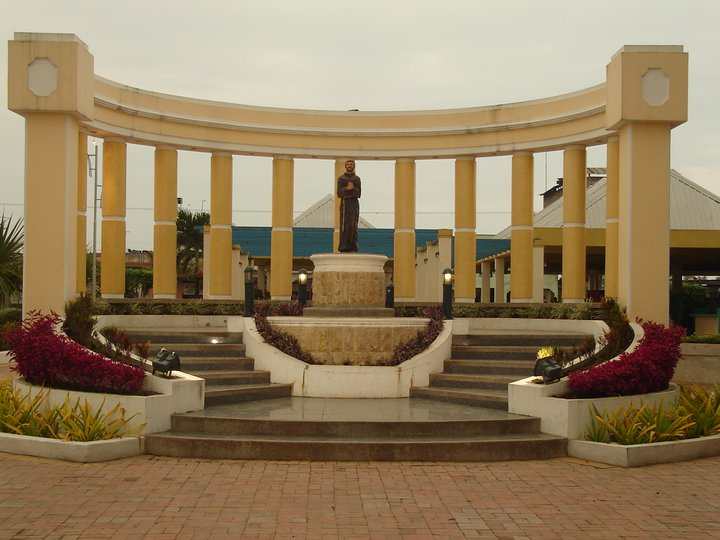
Monumento a San Francisco de Asís
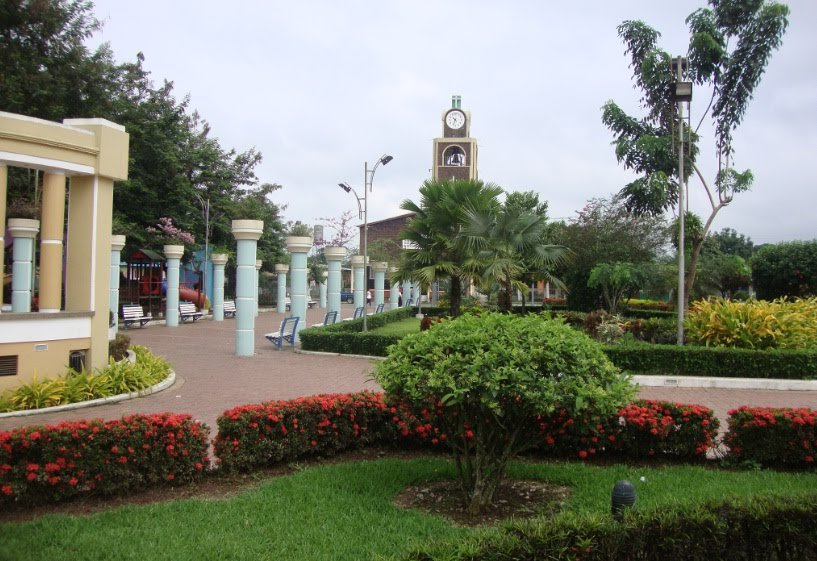
Parque central de Valencia.
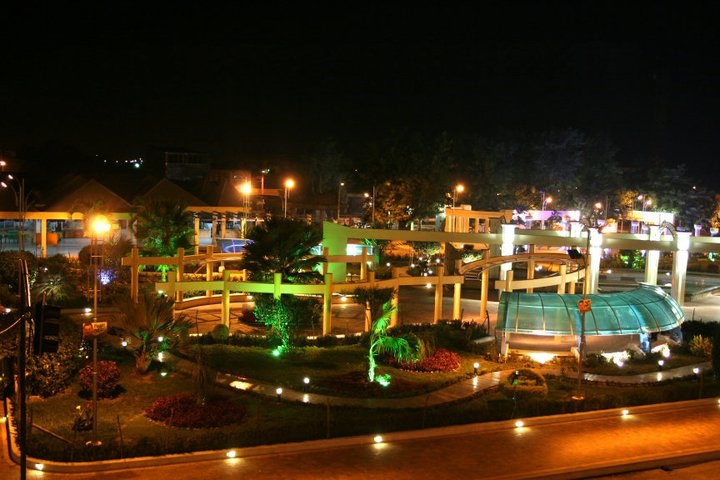
Vista nocturna del Parque central de Valencia.
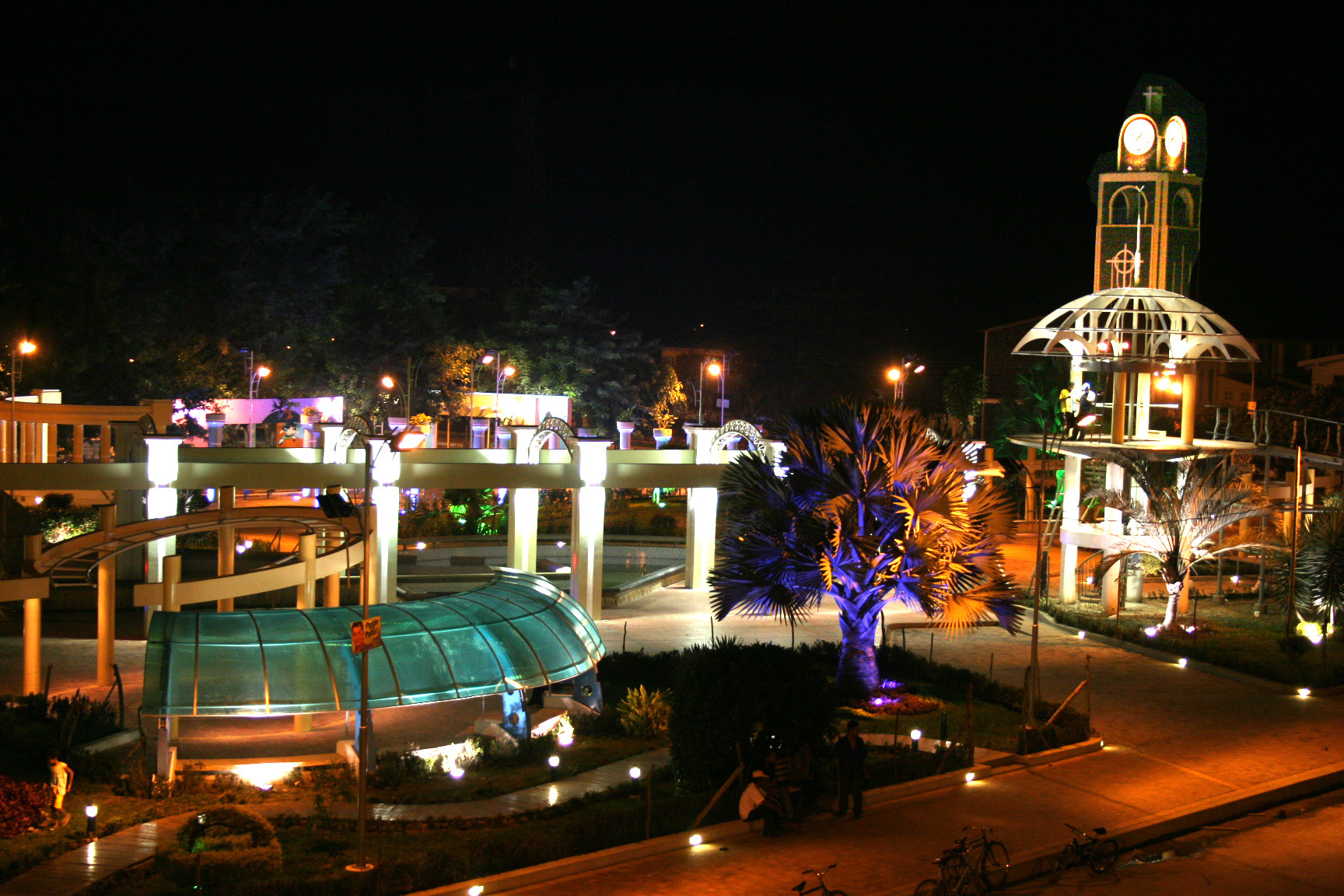
Vista nocturna del Parque e Iglesia de Valencia.
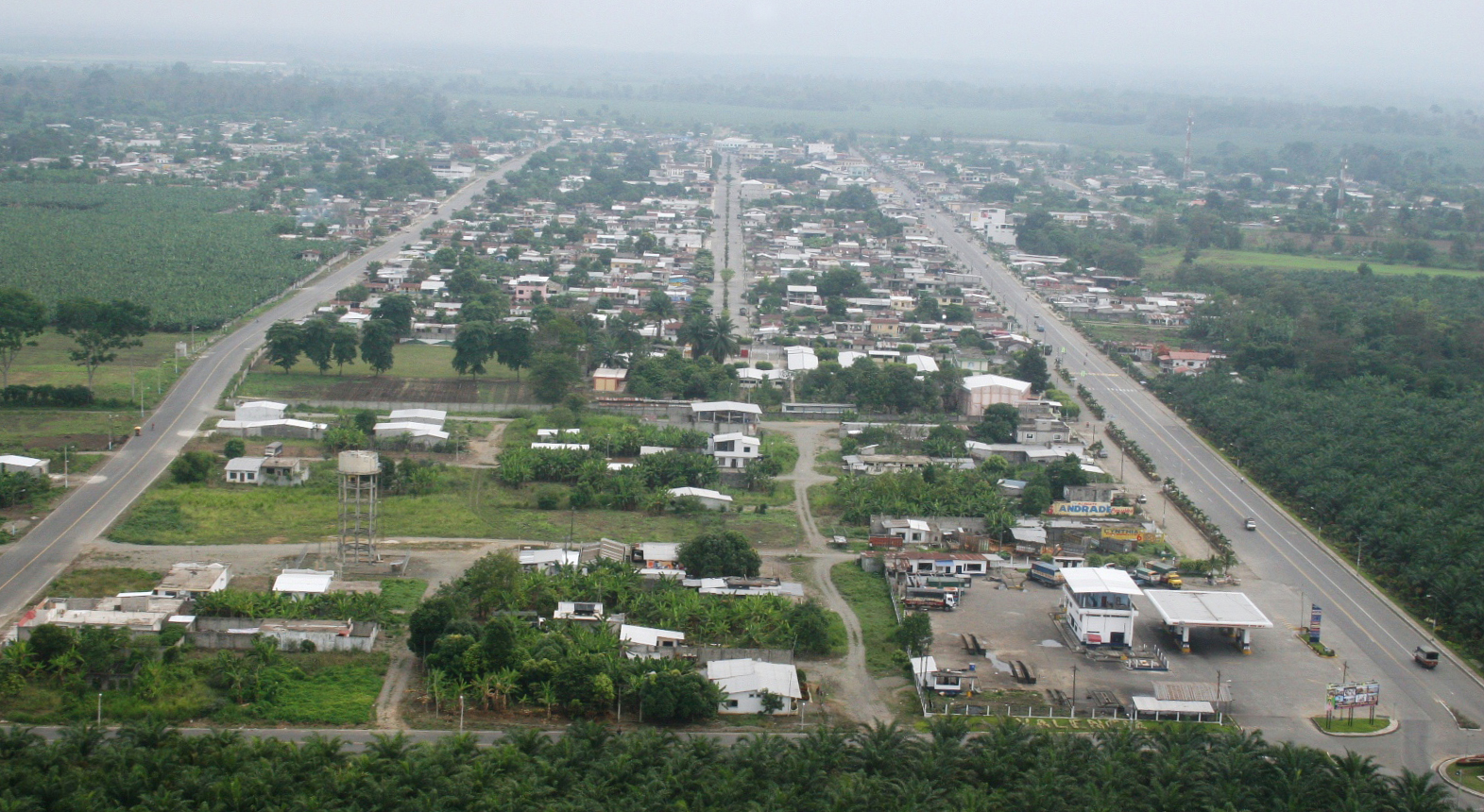
Vista aérea de la ciudad.
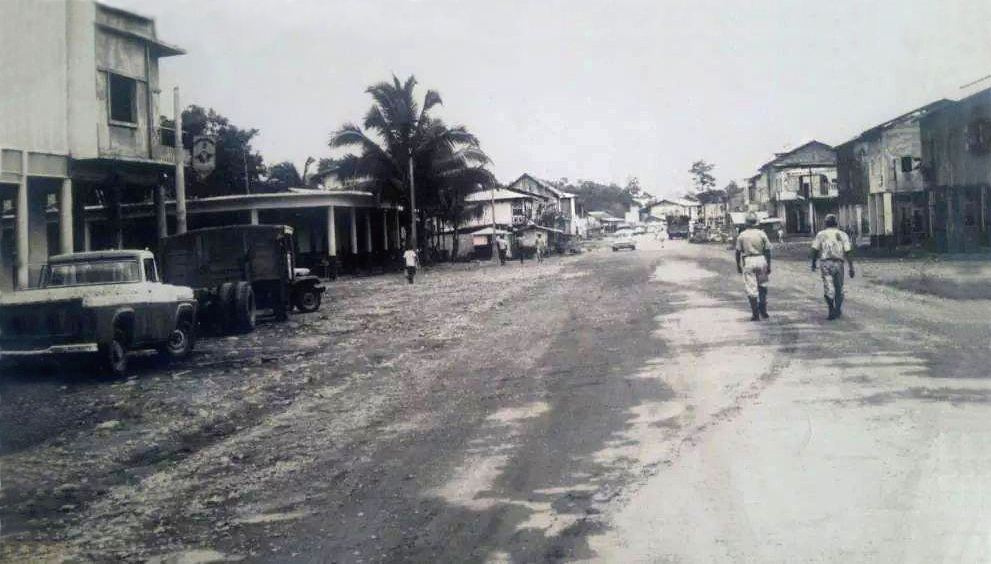
Antigua ciudad de Valencia.
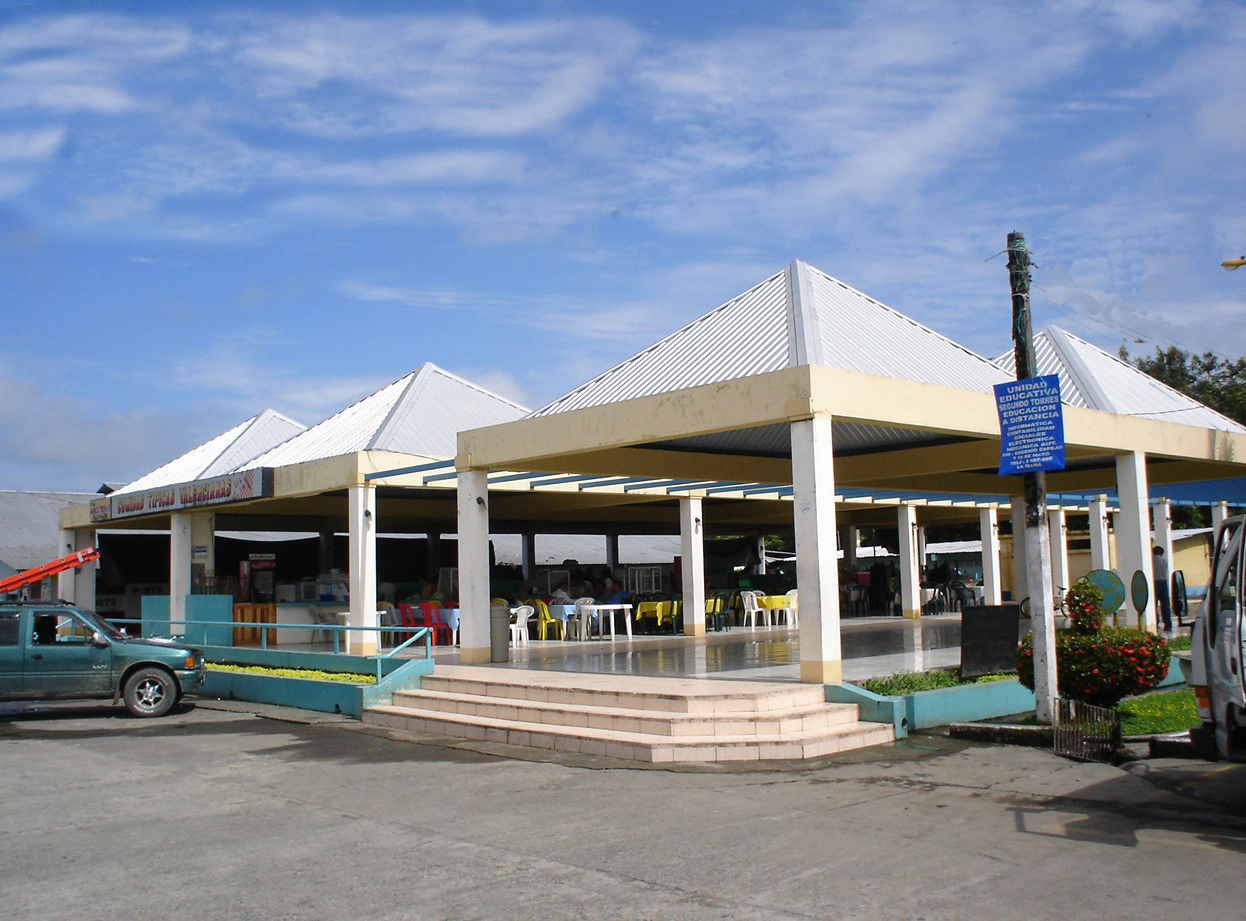
Patio de comidas.